# چمن‌شاه اعتمادی
چمن‌شاه اعتمادی (زاده ۱۳۵۱ ولسوالی مالستان ولایت غزنی) سیاستمدار اهل افغانستان و نماینده مردم ولایت غزنی در دوره شانزدهم مجلس نمایندگان است. وی در مجلس شانزدهم نمایندگان افغانستان عضو کمیسیون مبارزه با مواد مخدر، مسکرات و فساد اخلاقی بود. وی در ۱۲ حوت/اسفند ۱۳۹۷ از سوی رئیس‌جمهور افغانستان محمد اشرف غنی به عنوان رئیس دارالانشای کمیسیون رسیدگی به شکایت‌های انتخاباتی منصوب شد.

## زندگی‌نامه
چمن‌شاه اعتمادی زاده ۱۳۵۱ از ولسوالی مالستان، ولایت غزنی است. ایشان تحصیلات ابتدایی و دانشگاهی خود را در ایران و در دانشگاه جامعه المصطفی در رشته علوم تربیتی به پایان رساند و پس از در بخش معارف مشغول به فعالیت بود.

## دیگر فعالیت‌ها
دیگر فعالیت‌های ایشان:
- تدریس در مدارس.
- رئیس دارالانشای کمیسیون رسیدگی به شکایات انتخاباتی: ۱۲ حوت (اسفند) ۱۳۹۷-اکنون[۳][۴][۵]